# Time Takes Time
Albums de Ringo Starr
Ringo Starr and His All-Starr Band
(1990) Ringo Starr and His All Starr Band Volume 2: Live From Montreux
(1993)
Time Takes Time est le dixième album studio de l'ancien batteur des Beatles Ringo Starr sorti le 22 mai 1992. Il est une charnière dans sa discographie. Après les années '80 désastreuses pour Ringo (échec commercial de ses albums, alcoolisme), il se remet en selle au début des années '90 grâce à son All-Starr Band avec lequel il remonte sur scène et sort son premier album live. Il en profite ensuite pour sortir un nouvel album studio, Time Takes Time, qui contient des pistes enregistrées çà et là durant l'année 1991, et le termine en février 1992. L'album se vend moyennement, mais la critique le salue. À noter, la présence au tambourin sur Golden Blunders de Peter Asher du duo Peter and Gordon pendant les années 1960, ce sont eux qui chantaient A World Without Love écrite par Paul McCartney et créditée Lennon/McCartney. Peter est aussi le frère de Jane Asher, l'ex petite amie de Paul McCartney.

## Liste des titres
1. Weight of the World (Brian O'Doherty/Fred Velez) – 3:53
2. Don't Know a Thing About Love (Richard Feldman/Stan Lynch) – 3:50
3. Don't Go Where the Road Don't Go (Starkey/Johnny Warman/Gary Grainger) – 3:22
4. Golden Blunders (Jonathan Auer/Kenneth Stringfellow) – 4:06
5. In the Name of Love (Jerry Lynn Williams) - 3:42
6. After All These Years (Starkey/Johnny Warman) – 3:11
7. I Don't Believe You (Andy Sturmer/Roger Manning) – 2:48
8. Runaways (Starkey/Jonny Warman) – 4:51
9. In a Heartbeat (Diane Warren) – 4:30
10. What Goes Around (Rick Suchow) – 5:51
11. Don't be Cruel (Blackwell/Presley) 2:08 (Chanson supplémentaire sur l'édition japonaise)

## Personnel
- Ringo Starr : Chant, batterie, percussions, tambourin sur Golden Blunders
- Jeff Lynne : Guitare, basse, claviers, piano et chœurs sur Don't Go Where the Road Don't Go et After All These Years
- Mark Goldenberg : Guitare
- Waddy Wachtel – Guitare sur Golden Blunders
- Andrew Gold : Guitare acoustique et chœurs sur Golden blunders, chœurs sur In a heartbeat et What goes around
- Michael Thompson, Jeff Baxter : Guitare sur All in the name of love et Runaways
- Mark Hart : Guitare et synthétiseur additionnels sur All in the name of love, chœurs sur All in the name of love, Runaways et In a heartbeat
- Michael Landau : Guitare sur I Don't Believe You et What Goes Around
- David Grissom : Guitare acoustique sur I don't believe you
- Roger Manning, Andy Sturmer : Guitare acoustique sur I don't believe you, chœurs sur Weight of the world, In a heartbeat et What goes around
- James "Hutch" Hutchinson : Basse
- Bob Glaub : Basse sur Golden Blunders
- Neil Stubenhaus : Basse sur All in the name of love et Runaways
- Benmont Tench : Claviers sur Weight of the world et Don't know a thing about love, piano et orgue Hammond B3 sur I don't believe you et What goes around, orgue Hammond C3 et Harmonium sur In a heartbeat
- Robbie Buchanan : Claviers sur Golden blunders et In a heartbeat
- Jeffrey Vanston : Claviers et arrangements sur All in the name of love et Runaways
- Jamie Muhoberac : Claviers sur In a heartbeat
- Doug Fieger, Berton Averre : Chœurs sur Don't Know a Thing about Love
- Peter Asher, Raven Kane, Rosemary Butler, Valerie Carter, Terri Wood, Carmen Twillie, Wendy Fraser, Stephanie Spruill, Andrea Robinson, Bobbi Page : Chœurs sur Golden blunders
- Mark Hudson : Chœurs sur Runaways, chœurs et arrangements des chœurs sur In a heartbeat, percussions additionnelles sur All in the name of love
- Mark Hart, Craig Copeland, Naomi Star, Darlene Koldenhaven : Chœurs sur All in the name of love et Runaways
- Harry Nilsson : Apparition spéciale chœurs sur Runaways
- Kathryn Cotter, Mark Warman : Chœurs sur Runaways
- Brian Wilson, Doug Fieger, Brian O'Doherty : Chœurs sur In a heartbeat
- Brian O'Doherty : Arrg des chœurs sur In a heartbeat
- Jim Horn : Saxophone sur Don't Go Where the Road Don't Go
- Suzie Katayama : Violoncelle sur Don't Go Where the Road Don't Go
- Peter Asher : Tambourin sur Golden Blunders